# 汤米·多尔西

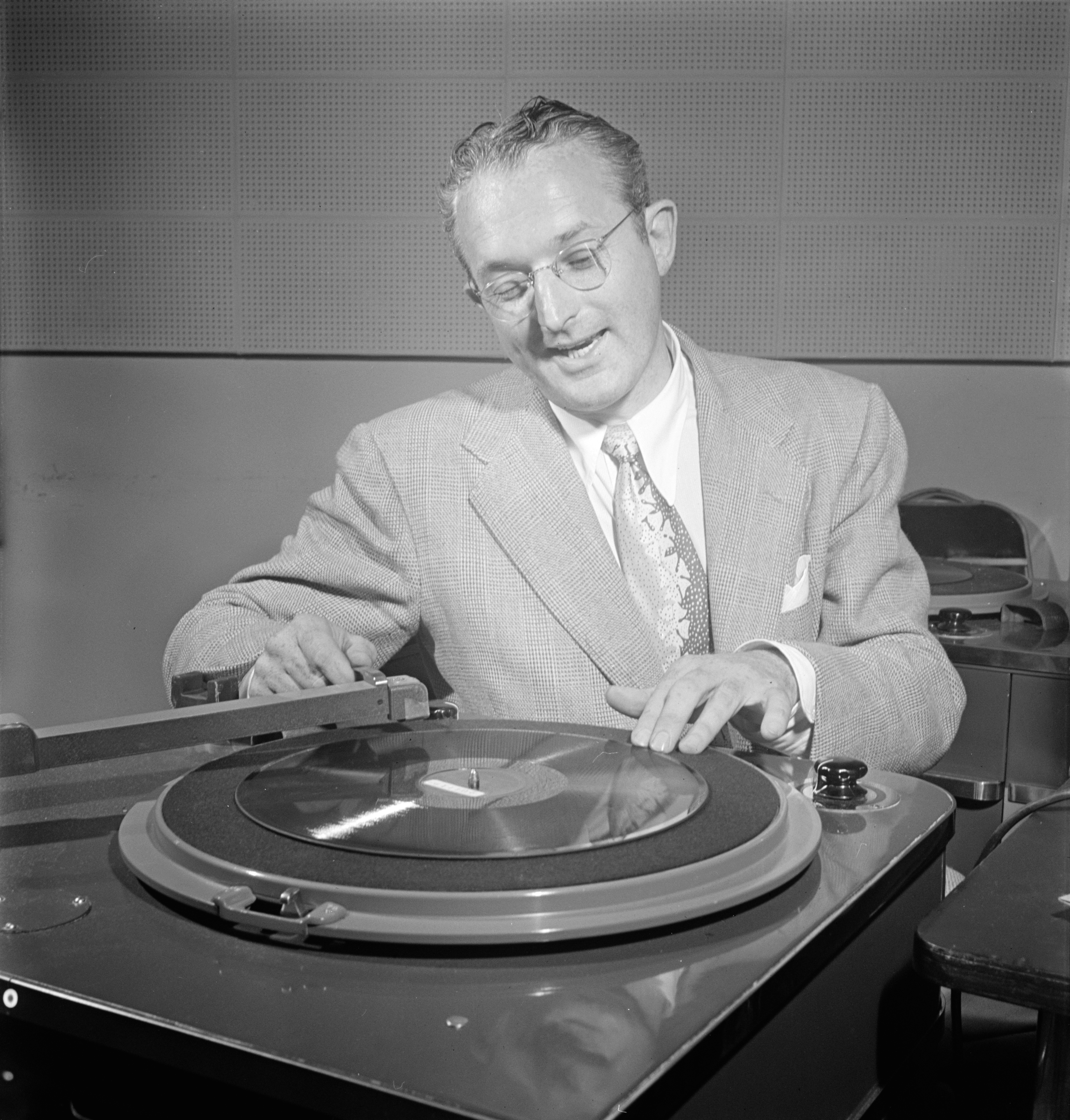
汤米·多尔西

汤米·多尔西（1905年11月19日 - 1956年11月26日） 是一位美国爵士乐长号音樂人、作曲家、指挥家和乐队领队。 曾有286首汤米·多尔西參與演奏的歌曲登上告示牌排行榜。 20世纪30年代和40年代有17首他參與演奏的歌曲成為排行榜冠军。 